# Árvore T
Árvore T é em ciência da computação uma estrutura de dados empregada principalmente em bancos de dados em memória principal e alguns bancos de dados convencionais como índice. É uma estrutura baseada na árvore AVL, herdando dela a propriedade de ser uma árvore binária e auto-balanceada e possibilitando economia no uso de memória. Além disso é uma estrutura de índice que toma vantagem das características próprias da memória principal, como faz a árvore B+ mas para acesso a disco.
Apesar das vantagens demonstradas, a árvore T pode ter problemas de desempenho em hardware moderno por não aproveitar adequadamente o espaço da memória cache do processador.
A árvore T é uma árvore binária balanceada que busca obter benefícios de desempenho de estruturas tais como árvores AVL e árvores B.

## Balanceamento
O balanceamento é feito usando rotações semelhantes aos da árvore AVL, no entanto ele é feito com muito menos frequência do que em uma árvore AVL. Devido a possibilidade de movimentação de dados dentro do nó.

## Busca
Ela possui um melhor desempenho em busca do que a árvore B já que não precisa visitar tantas chaves como na árvore B, no entanto seu desempenho é um pouco pior que a arvore AVL que visita apenas uma chave por nó e corta caminhos pela busca binária.

## Inserção e Remoção
Possui a inserção e remoção ligeiramente mais rápida do que a árvore B pois sua busca é bem mais rápida que a desta árvore, embora o seu balanceamento seja mais complexo e custoso. A árvore AVL tem o pior desempenho de inserção e remoção pois a cada operação tem que atualizar os índices de balanceamento e se necessário realizar rotações.

## Construção

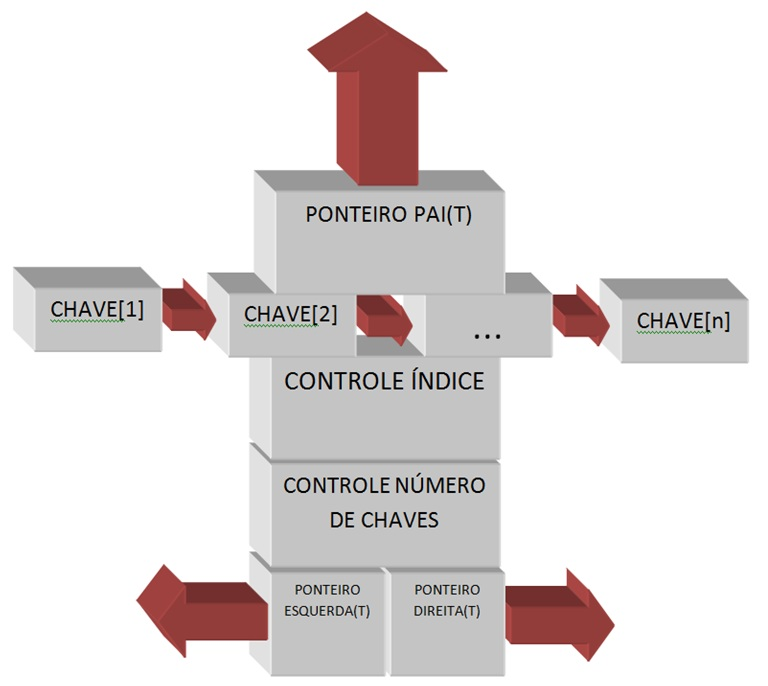
Representação de um nó em uma árvore T

A estrutura de um nó de uma Árvore T pode ser representado pelo desenho abaixo onde:
- Ponteiros:
  - Chaves: são os  dados (valores) armazenados no nó. O número máximo de chaves que pode conter num nó é definido por um valor MAX. A chave mais a ESQUERDA do nó possui o menor valor nele armazenado, os valores vão crescendo a medida que vamos para DIREITA. Dispostos como numa lista ordenada.
  - Ponteiro Pai(T): é um ponteiro que aponta para nó pai logo acima. Se o nó for raiz, aponta para NULL.
  - Esquerda(T): é um ponteiro que aponta para a subárvore à esquerda do nó. Se não houver subárvore ele aponta para NULL.
  - Direita(T): é um ponteiro que aponta para a subárvore à direita do nó. Se não houver subárvore ele aponta para NULL.
  - Post(T) é o ponteiro que aponta para a próxima chave que armazena um valor maior que o da chave anterior.
  - Ant(T) é o ponteiro que aponta para a chave antecessora que armazena um valor menor que o da chave atual.

- Controle:
  - dado N_CHAVE, campo que armazena o número de chaves contidos em um nó, que deve sempre ser menor que MAX.
  - dado INDICE, campo que armazena o índice de balanceamento da árvore assim como nas árvores AVL, estando balanceadas possuem valor 1, 0 ou -1 qualquer valor diferente indica que a árvore precisa ser balanceada.

### Implementação em C
```
typedef
 
arvore_T
 
arvore_T
,
 
*
arvore
;

typedef
 
int
 
dado
;

typedef
 
struct
 
celula
 
celula
,
 
*
no
;

struct
 
celula

{

	
dado
 
conteudo
;

	
no
 
posterior
;

};

struct
 
arvore_T

{

	
no
 
chave
;

	
dado
 
numerochaves
;

	
dado
 
indice
;

arvore
 
pai
;

	
arvore
 
esquerda
;

	
arvore
 
direita
;

};

#define MAX() 
//MAX sendo o limite de chaves que pode conter em um nó da Árvore T

#define NC(T)             ((T)-> numerochaves)

#define CHAVE(T)          ((T)->conteudo)

#define POST(T)           ((T)->posterior)

#define ESQUERDA(T)       ((T)->esquerda)

#define DIREITA(T)        ((T)->direita)

#define PAI(T)            ((T)->pai)

```

## Percurso de travessia na árvore

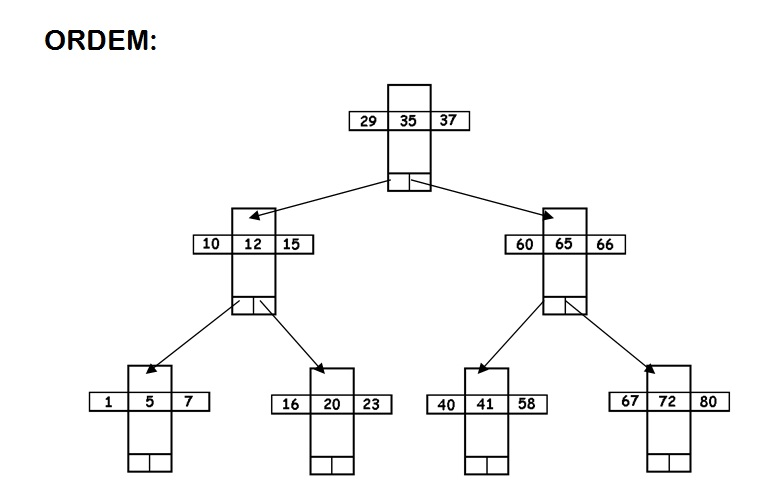
Percurso de visita na árvore T

Pré-ordem:
| (29 35 37) (10 12 15) (1 5 7) (16 20 23) (60 65 66) (40 41 58) (67 72 80) |

Em-ordem(T):
| (1 5 7) (10 12 15) (16 20 23) (29 35 37) (40 41 58) (60 65 66) |

Pós-ordem(T):
| (1 5 7) (16 20 23) (10 12 15) (40 41 58) (67 72 80) (60 65 66) (29 35 37) |